# Кобаясі Дзьодзі
Кобаясі Дзьодзі (яп. 小林 ジョージ, нар. 29 листопада 1947, Сан-Паулу —) — японський футболіст, що грав на позиції півзахисника.

## Клубна кар'єра
Грав за команду Янмар Дизель.

## Виступи за збірну
Дебютував 1972 року в офіційних матчах у складі національної збірної Японії. У формі головної команди країни зіграв 3 матчі.

## Статистика
Статистика виступів у національній збірній.
| Збірна Японії | Збірна Японії | Збірна Японії |
| Роки          | Ігри          | голи          |
| ------------- | ------------- | ------------- |
| 1972          | 3             | 0             |
| Усього        | 3             | 0             |